# HK Mahiljou
Der HK Mahiljou (bis 2010 HK Chimwolokno Mahiljou, russisch ХК Могилёв) ist ein belarussischer Eishockeyklub aus Mahiljou, der in der belarussischen Extraliga spielt. Der Klub wurde 2000 gegründet und trägt seine Heimspiele im Eissportpalast Mahiljou aus, der 3048 Zuschauern Platz bietet.

## Geschichte
Der HK Mahiljou wurde 2000 gegründet. Das Team nahm ab der Saison 2000/01 am Spielbetrieb der belarussischen Extraliga teil. In der Saison 2001/02 erreichte die Mannschaft das Playoff-Finale der Extraliga, in dem sie jedoch dem HK Keramin Minsk in der Best-of-Five-Serie mit einem Sweep unterlag. Von 2001 bis 2004 nahm die Mannschaft zudem an der East European Hockey League teil.
Im Juli 2013 wurde in einer Presseerklärung mitgeteilt, dass der Klub zahlungsunfähig sei und aufgelöst würde. Die zweite Mannschaft des HK Mahiljou II würde im Gegensatz zum Profiteam weiter am Spielbetrieb der Wysschaja Liga teilnehmen. Ende Juli wurde der Klub jedoch durch Regionalbehörden vor der Insolvenz gerettet und unter staatliche Verwaltung gestellt. Mit einem Budget von etwa 1,1 Millionen Euro soll er weiter an der Extraliga teilnehmen.

## Bekannte Spieler

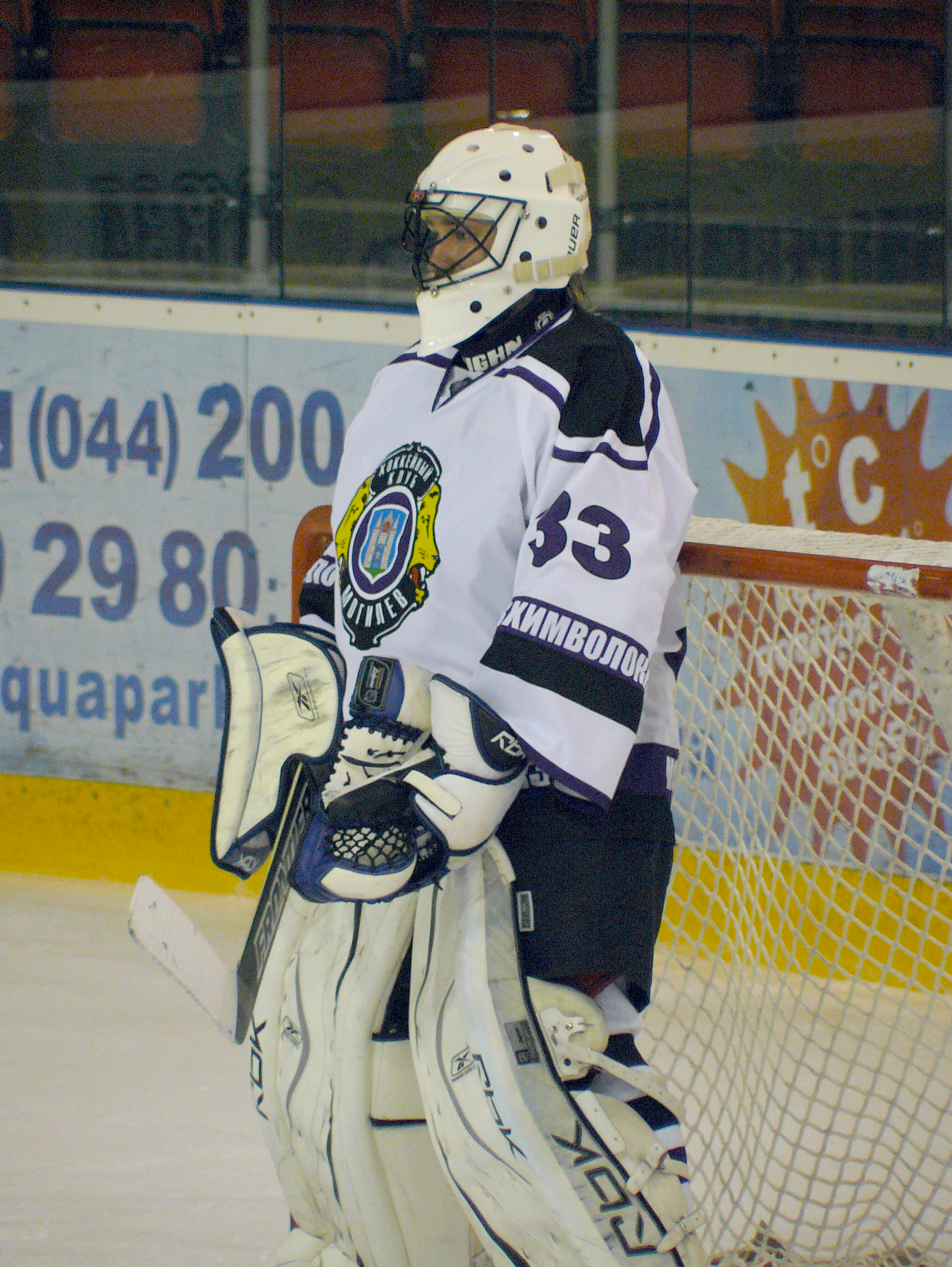
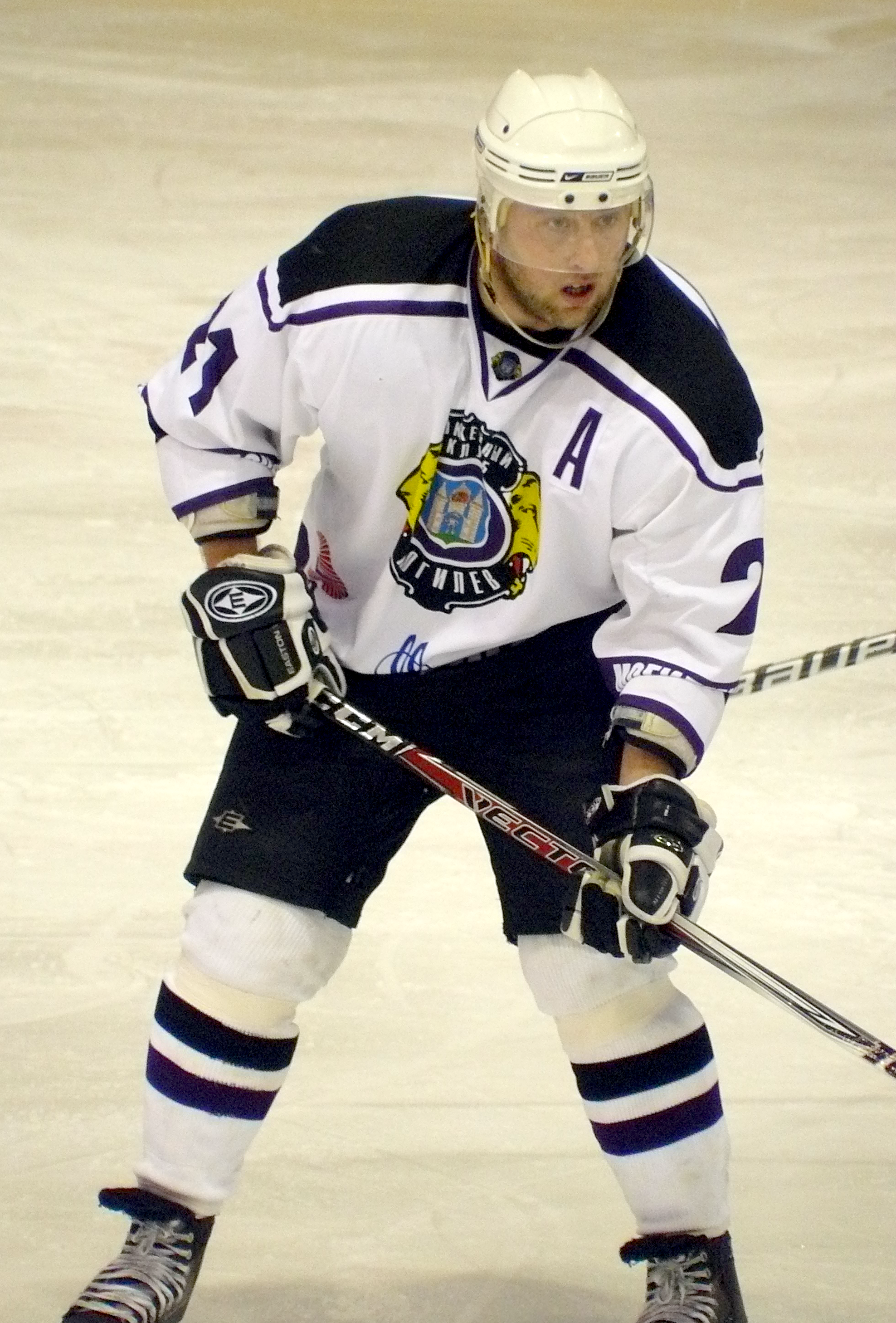
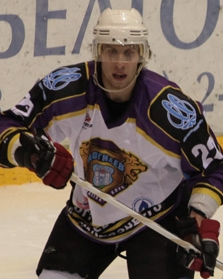
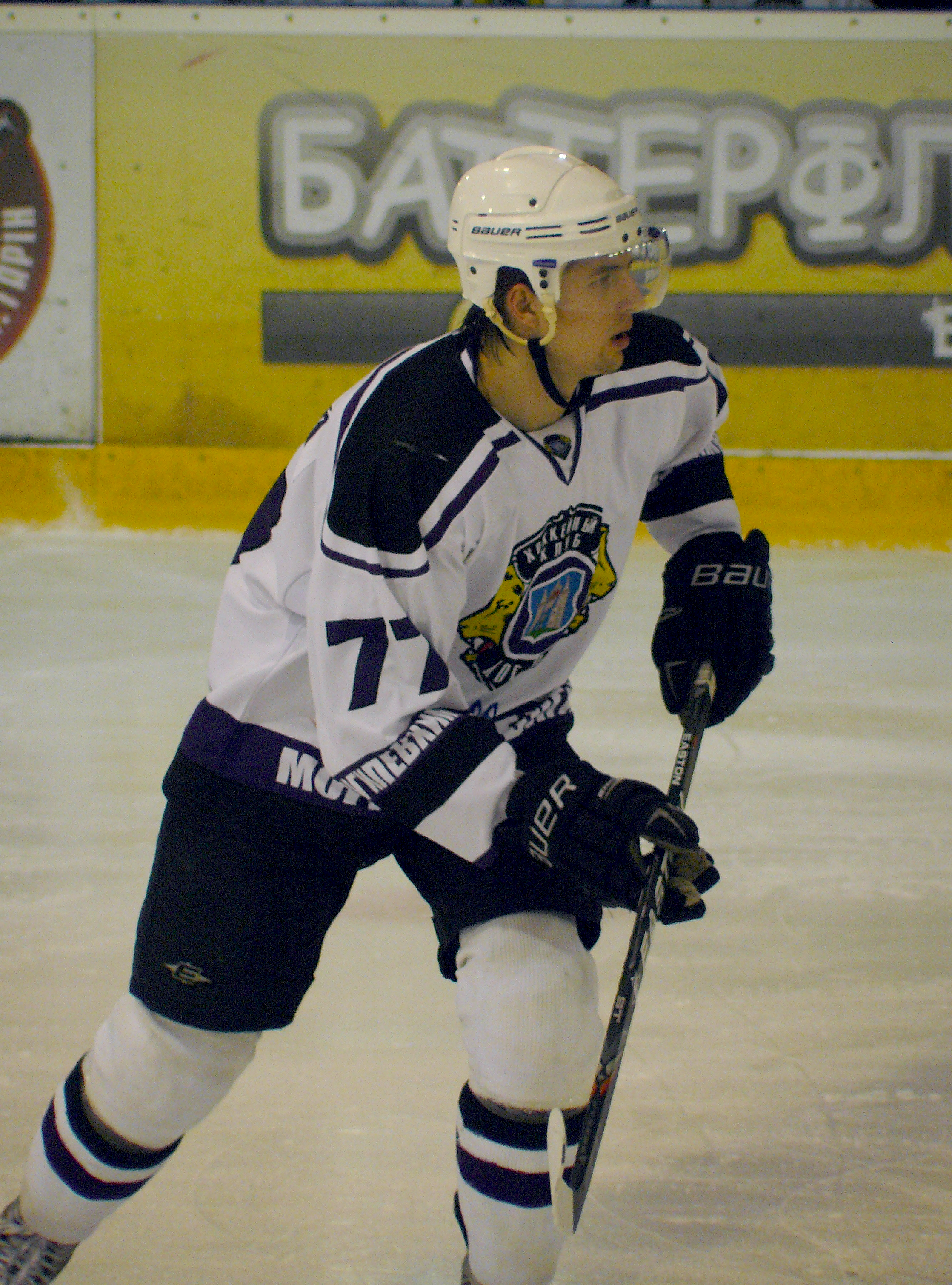
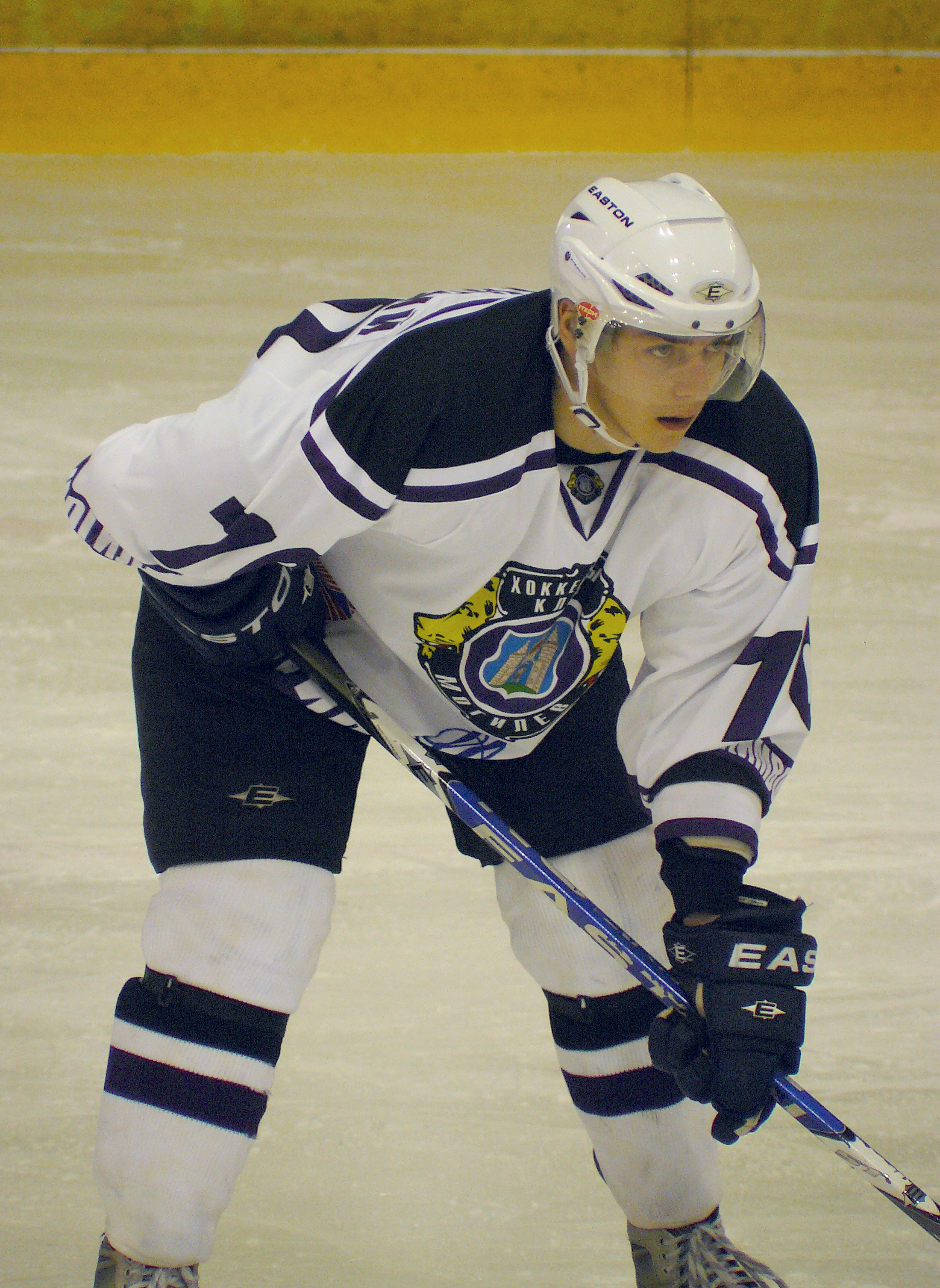
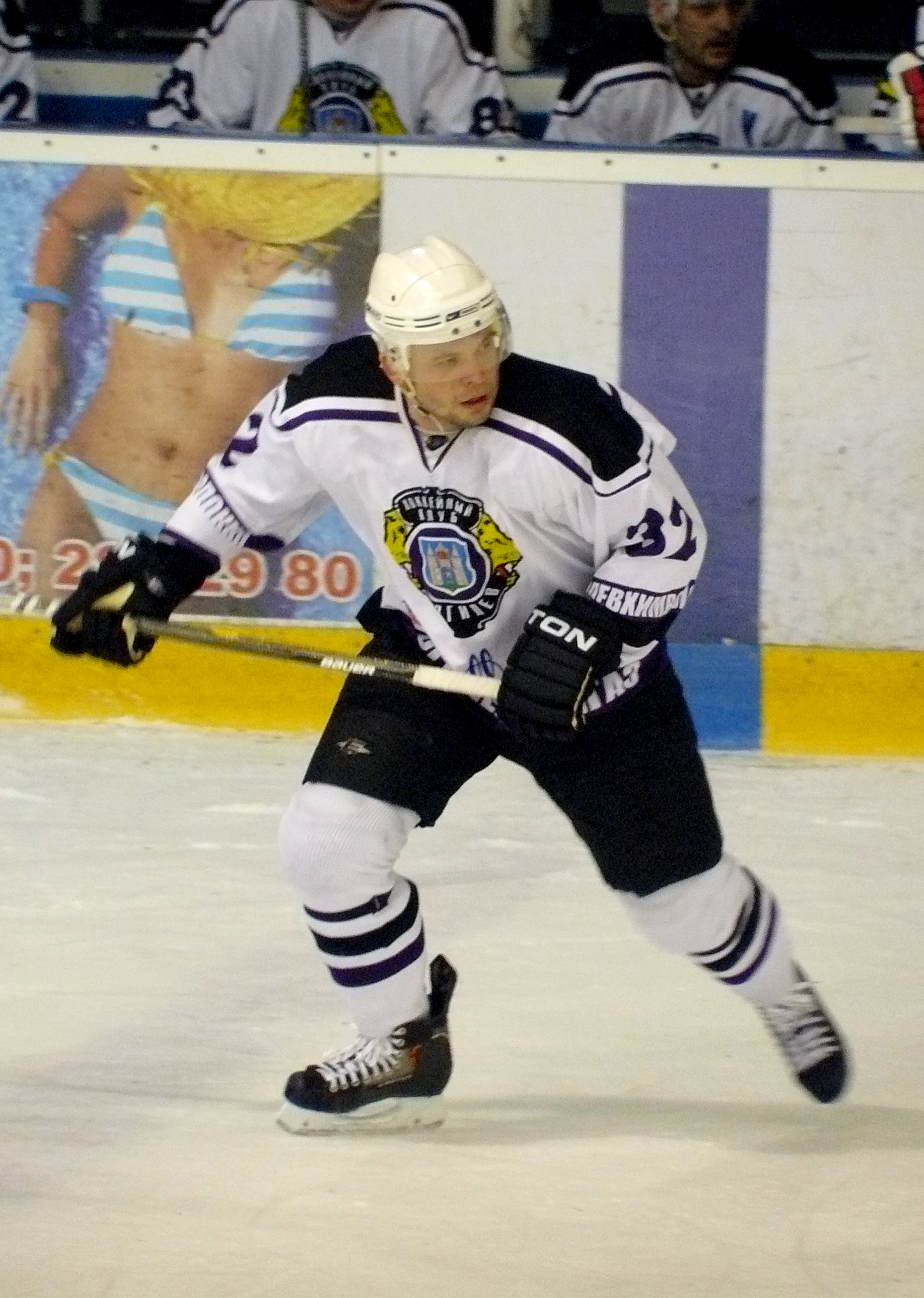
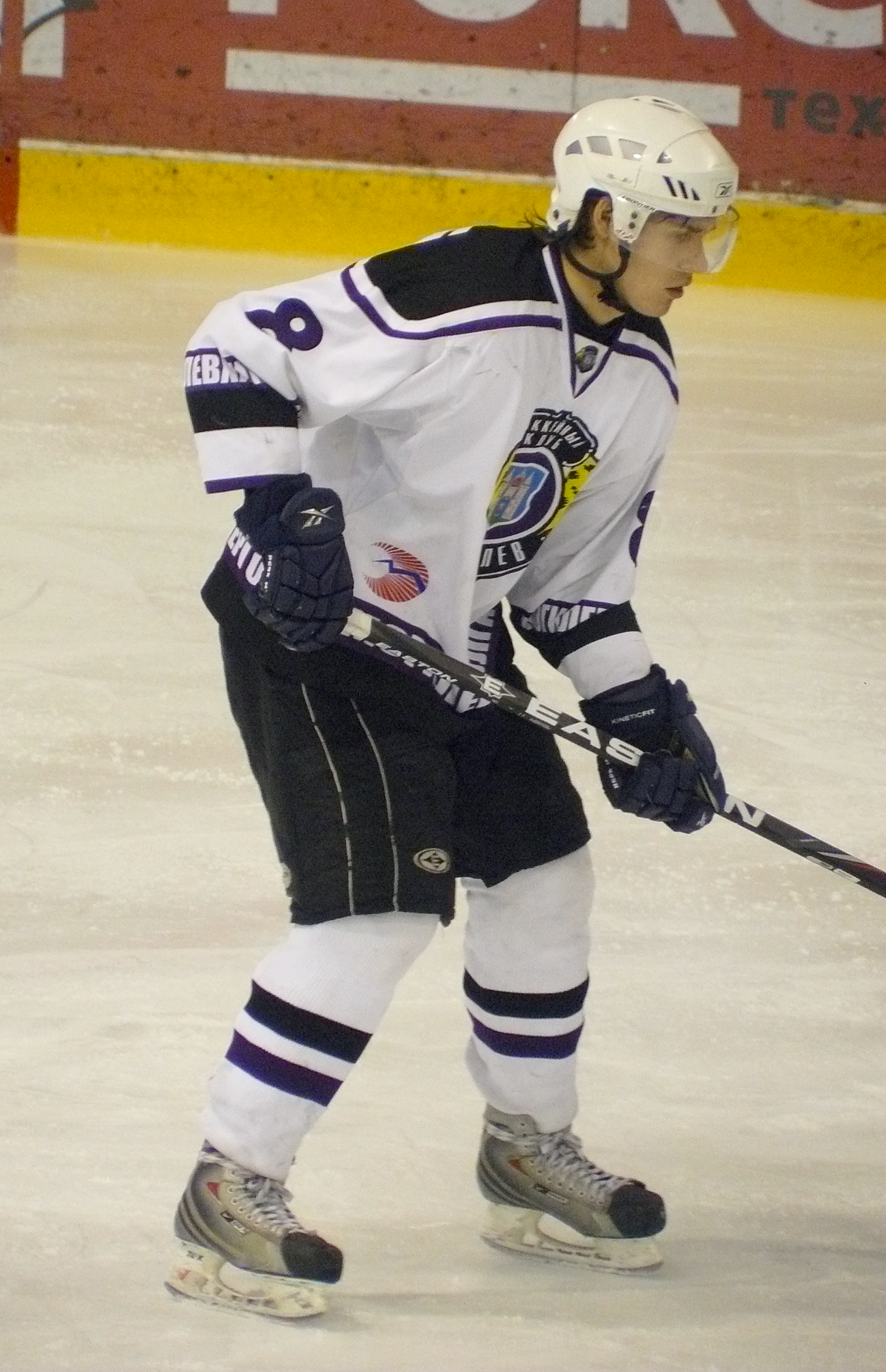
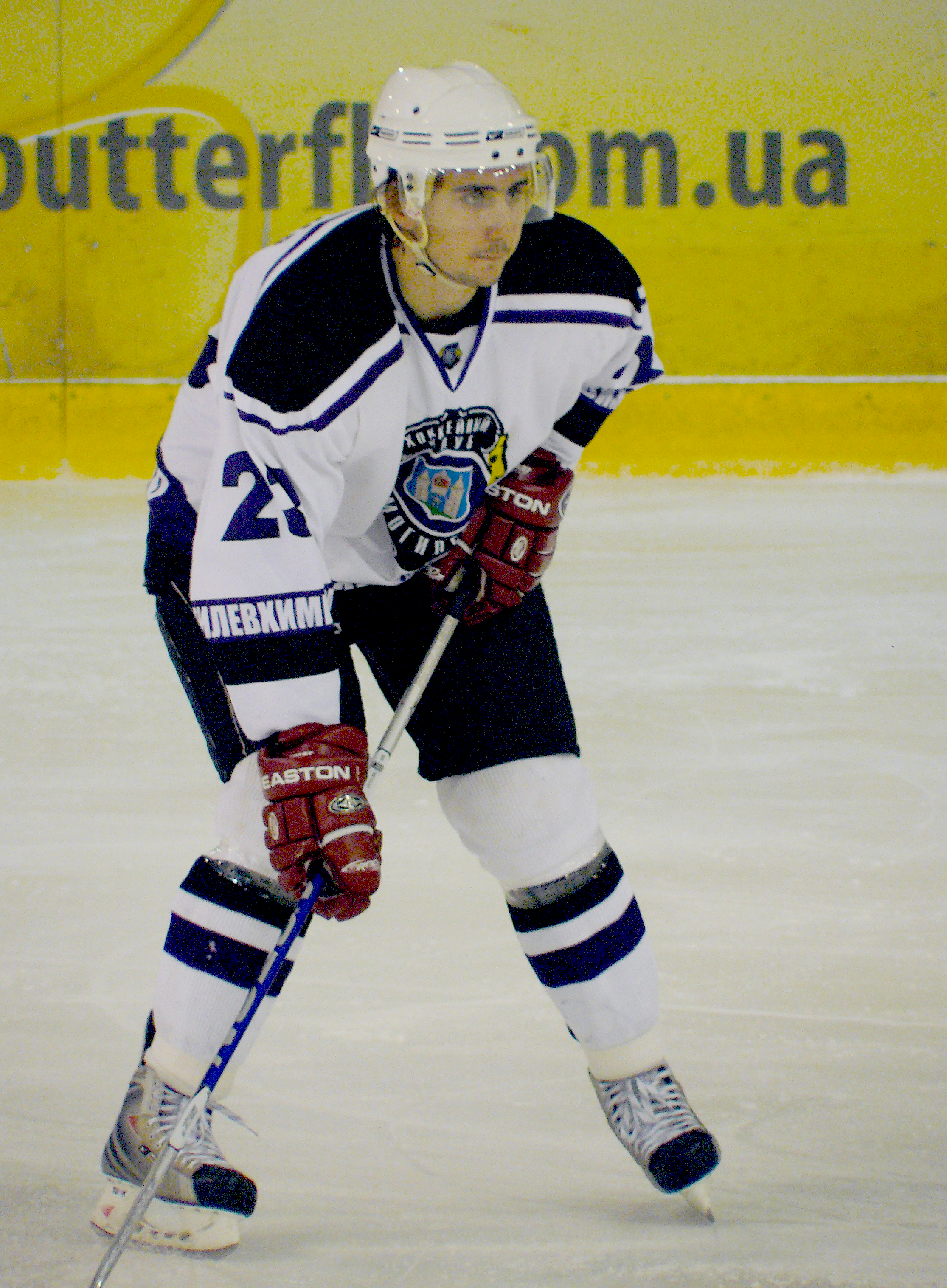
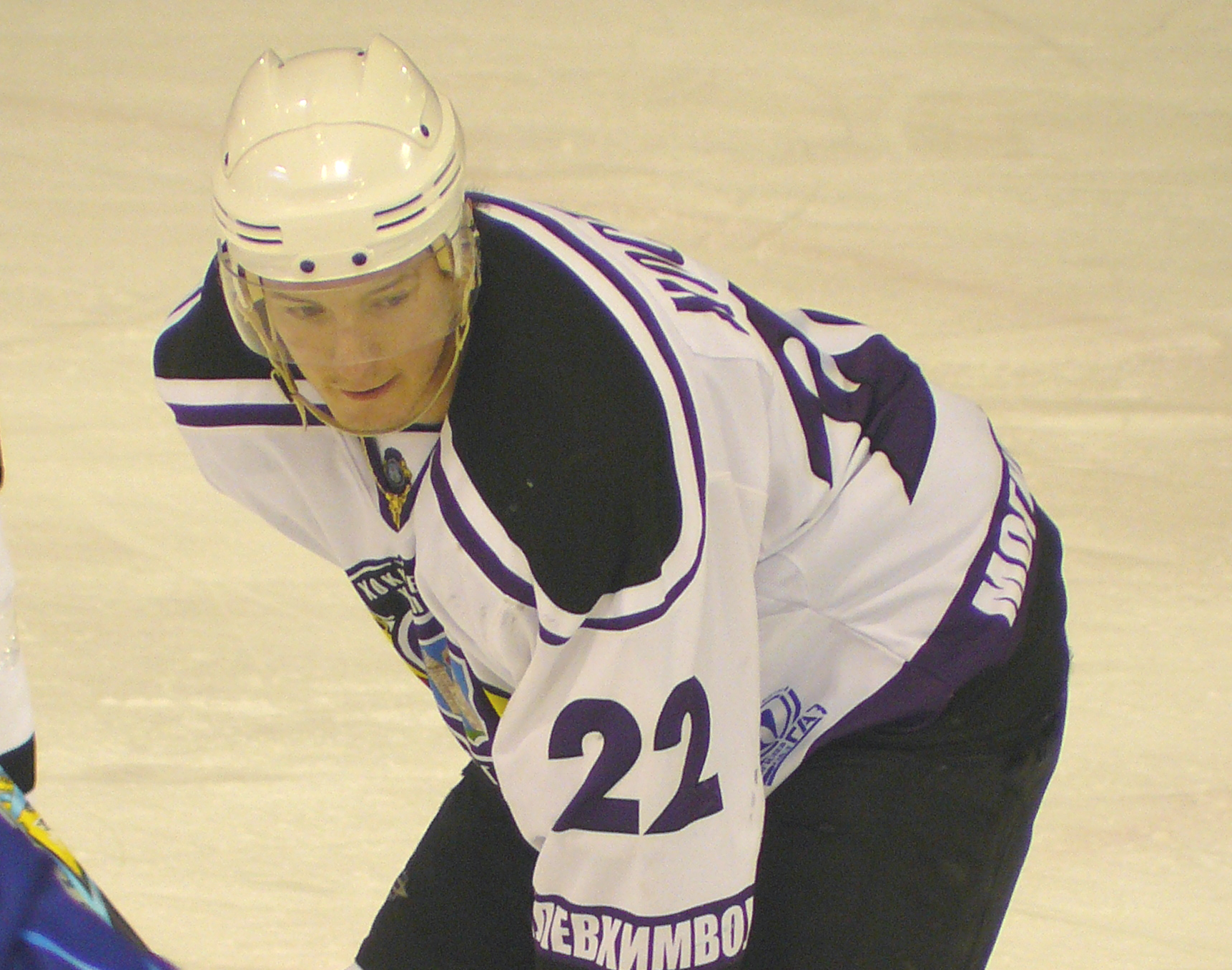
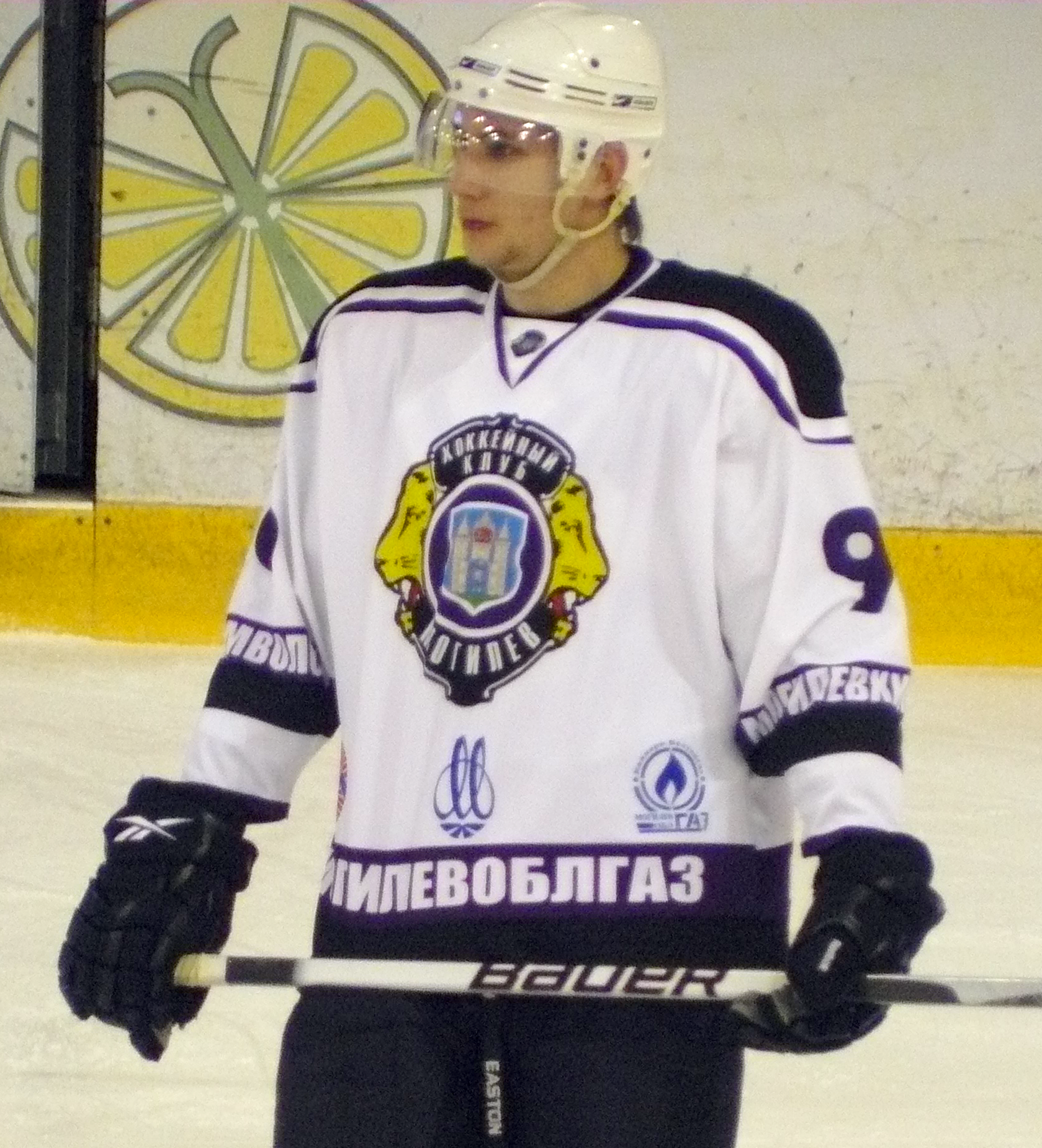
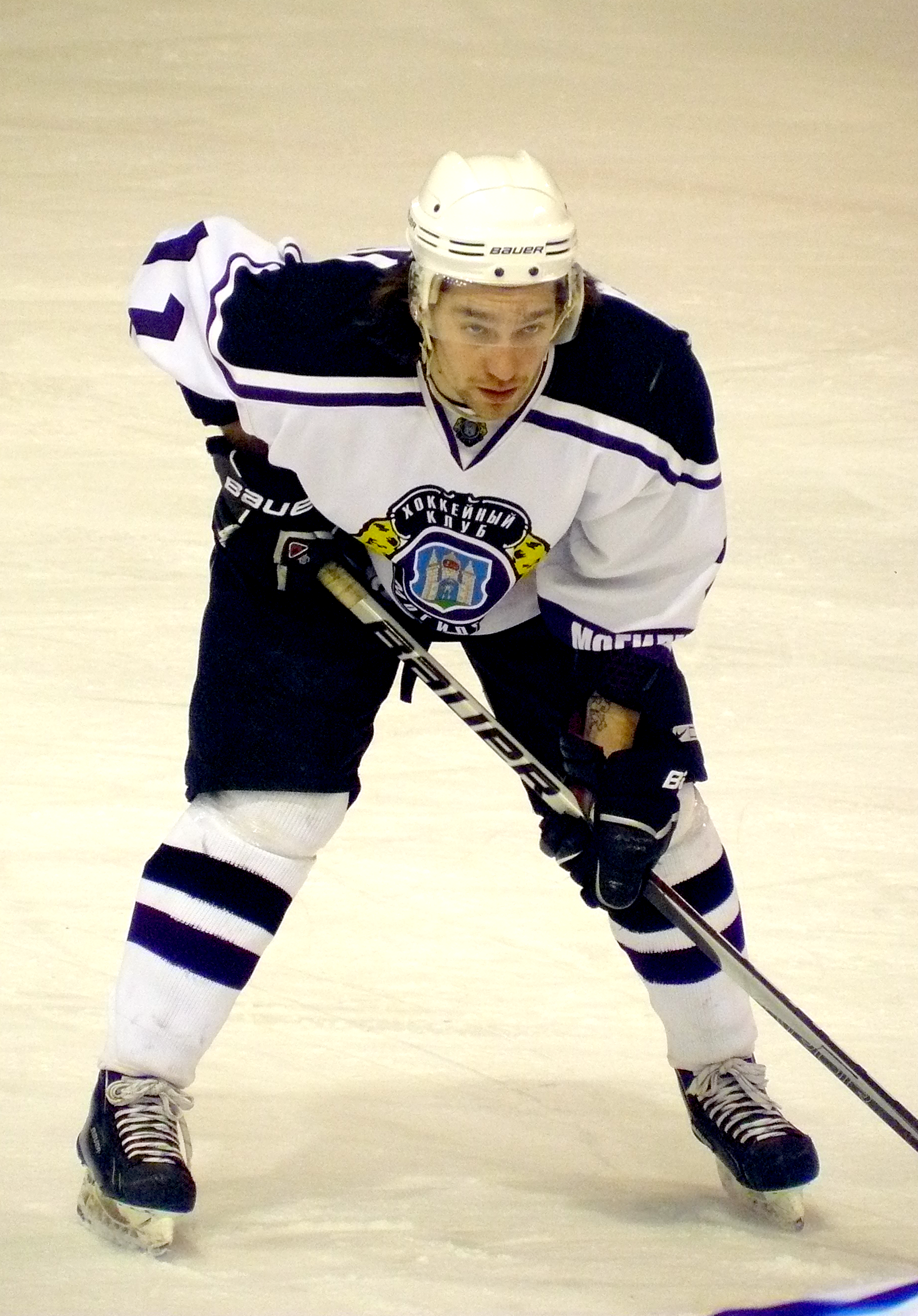

- Andrej Antonau
- Dmytro Jakuschyn
- Aleh Ljawonzjeu
- Oleksandr Materuchin
- Oleh Schafarenko